# Charline Rose
 (juin 2020).
Si vous disposez d'ouvrages ou d'articles de référence ou si vous connaissez des sites web de qualité traitant du thème abordé ici, merci de compléter l'article en donnant les références utiles à sa vérifiabilité et en les liant à la section « Notes et références ».
Pour les articles homonymes, voir Charline et Rose.
Charline Rose, de son vrai nom Patricia Davia, est une chanteuse, animatrice de télévision et actrice belge née le 21 octobre 1964 à Schaerbeek.

## Biographie
Charline Rose est d'abord comédienne, puis présentatrice de télévision (Fast Forward, l'émission rock de Canal+ Belgique). Jacques Duvall et Fred Momont collaborent à l'écriture de ses deux premiers albums.